# Magaluf Ghost Town
Magaluf Ghost Town ist ein Dokumentarfilm von Miguel Ángel Blanca, der im April 2021 beim Hot Docs Canadian International Documentary Festival seine Premiere feierte.

## Inhalt

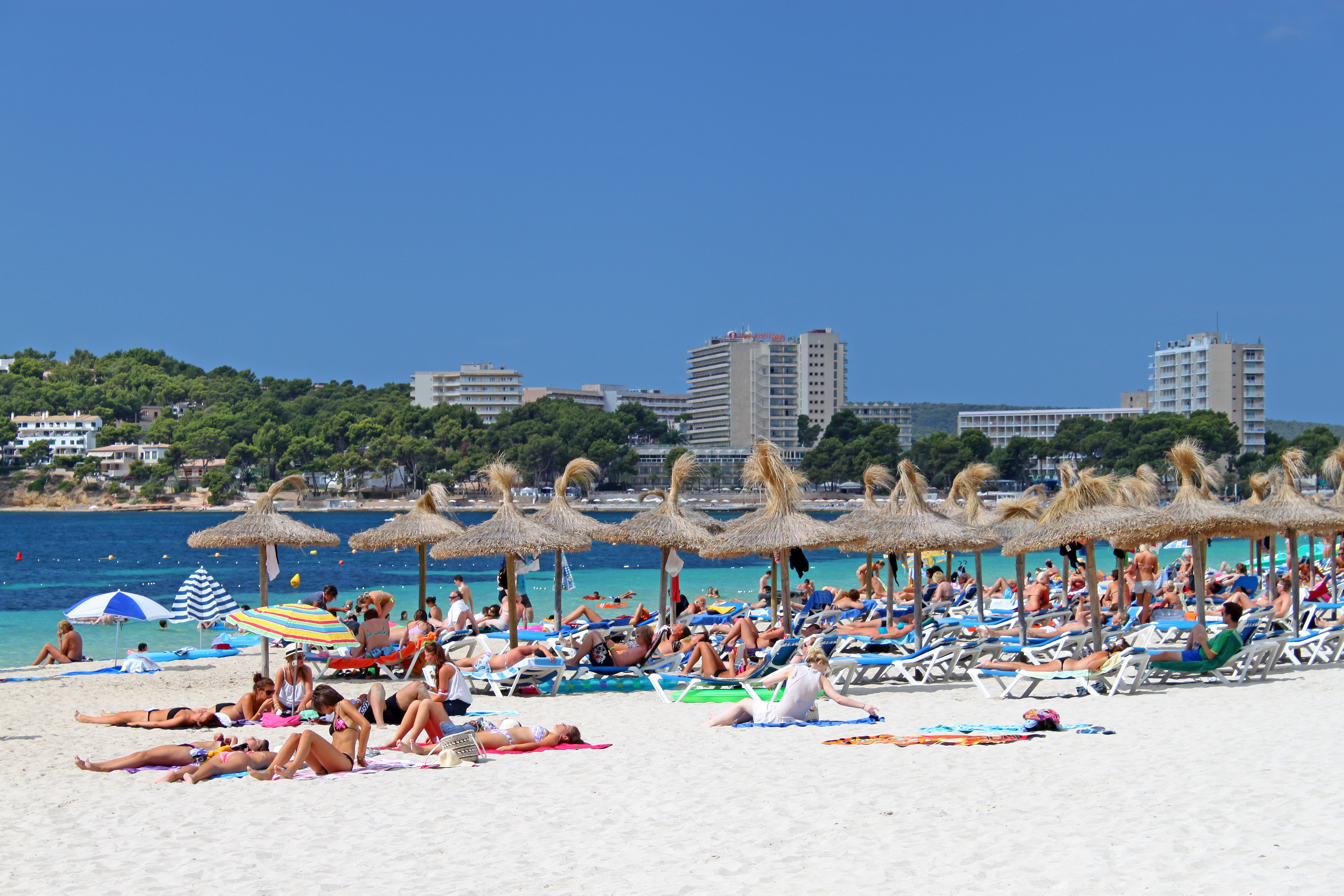
Der Badeort Magaluf auf Mallorca wird regelmäßig von Touristen überschwemmt und wieder verlassen

Jedes Jahr strömen die Touristen in den Badeort Magaluf auf Mallorca. Wenn sie wieder weg sind, pfeift der Wind durch die verlassenen Gassen. Ein junger Einheimischer, der Model oder Schauspieler werden will, ist dann quasi arbeitslos, denn er hält sich normalerweise über Wasser, indem er betrunkenen Touristen ihr Geld klaut.

## Produktion
Miguel Ángel Blanca, der auch das Drehbuch schrieb. Der 1982 in Sabadell geborene Festlandspanier ist Sänger und Gitarrist der Indie-Band Manos de Topo, betätigte sich aber immer wieder als Filmemacher. Blanca beschreibt Magaluf als einen Ort, an dem es von jungen Leuten nur so wimmelt, die um jeden Preis eine gute Zeit verbringen wollen und nach etwas Action suchen, ohne dass es dort scheinbar Grenzen gibt. Auch in seinem letzten Film La extranjera war der Tourismus ein wichtiges Thema, jedoch in Barcelona.
Erste Vorstellungen erfolgten ab Ende April 2021 beim Hot Docs Canadian International Documentary Festival. Am 26. November 2021 kam der Film in ausgewählte spanische Kinos. Im Mai 2022 wurde er beim DOK.fest München gezeigt.

## Auszeichnungen
Magaluf Ghost Town wurde von den Machern für eine Oscar-Nominierung in der Kategorie Best Documentary Feature eingereicht. Im Folgenden eine Auswahl an weiteren Nominierungen und Auszeichnungen.
Camden International Film Festival 2021
- Nominierung für den Emerging Cinematic Vision Award (Miguel Ángel Blanca)

Thessaloniki Documentary Festival 2021
- Auszeichnung mit dem Goldenen Alexander im internationalen Wettbewerb (Miguel Ángel Blanca)[4]